# NVC (Nieuwegein)
NVC Nieuwegein is een Nederlandse volleybalclub uit Nieuwegein die op 11 mei 2007 is opgericht. De club komt sinds seizoen 2022-2023 uit in de 3e klasse (dames) en 3e divisie (heren). NVC speelt de thuiswedstrijden in Merwestein.

## Geschiedenis
De club is in 2007 ontstaan na een fusie tussen de twee Nieuwegeinse volleybalverenigingen Nivoc '68 en Vrevok.

### Nivoc '68
Nivoc '68 is in 1968 opgericht. De Nieuwegeinse Volleybal Club behaalde haar grootste succes in het jaar 2000. In dat jaar werden de heren kampioen in de 2e divisie.

### Vrevok
Vrevok is op 11 oktober 1971 opgericht. Het eerste herenteam van de Vreeswijkse Volleybal Klub kwam van 1996 tot 2006 uit in de Eredivisie. In het seizoen 1999-2000 behaalde het herenteam hun grootste succes door landskampioen te worden. In het seizoen 2000-2001 won het eerste herenteam de beker.

### NVC
In het seizoen 2014-2015 werd jongens A van NVC Nederlands kampioen.